# Cristiano II do Palatinado-Zweibrücken-Birkenfeld
Cristiano II do Palatinado-Zweibrücken-Birkenfeld (em alemão:  Christian II. von Pfalz-Zweibrücken-Birkenfeld; Bischweiler, 22 de junho de 1637 – Birkenfeld, 26 de abril de 1717) foi um nobre alemão membro do ramo Palatino da Casa de Wittelsbach, tendo sido Duque de Birkenfeld-Bischweiler de 1654 a 1671, Duque de Zweibrücken-Birkenfeld de 1671 a 1717, e Conde de Rappoltstein de 1673 a 1699.

## Biografia
Cristiano nasceu em 1637 na cidade de Bischwiller, sendo o filho mais velho que sobreviveu do casamento dos seus pais Cristiano I do Palatinado-Birkenfeld-Bischweiler e Catarina Ágata de Rappolstein.

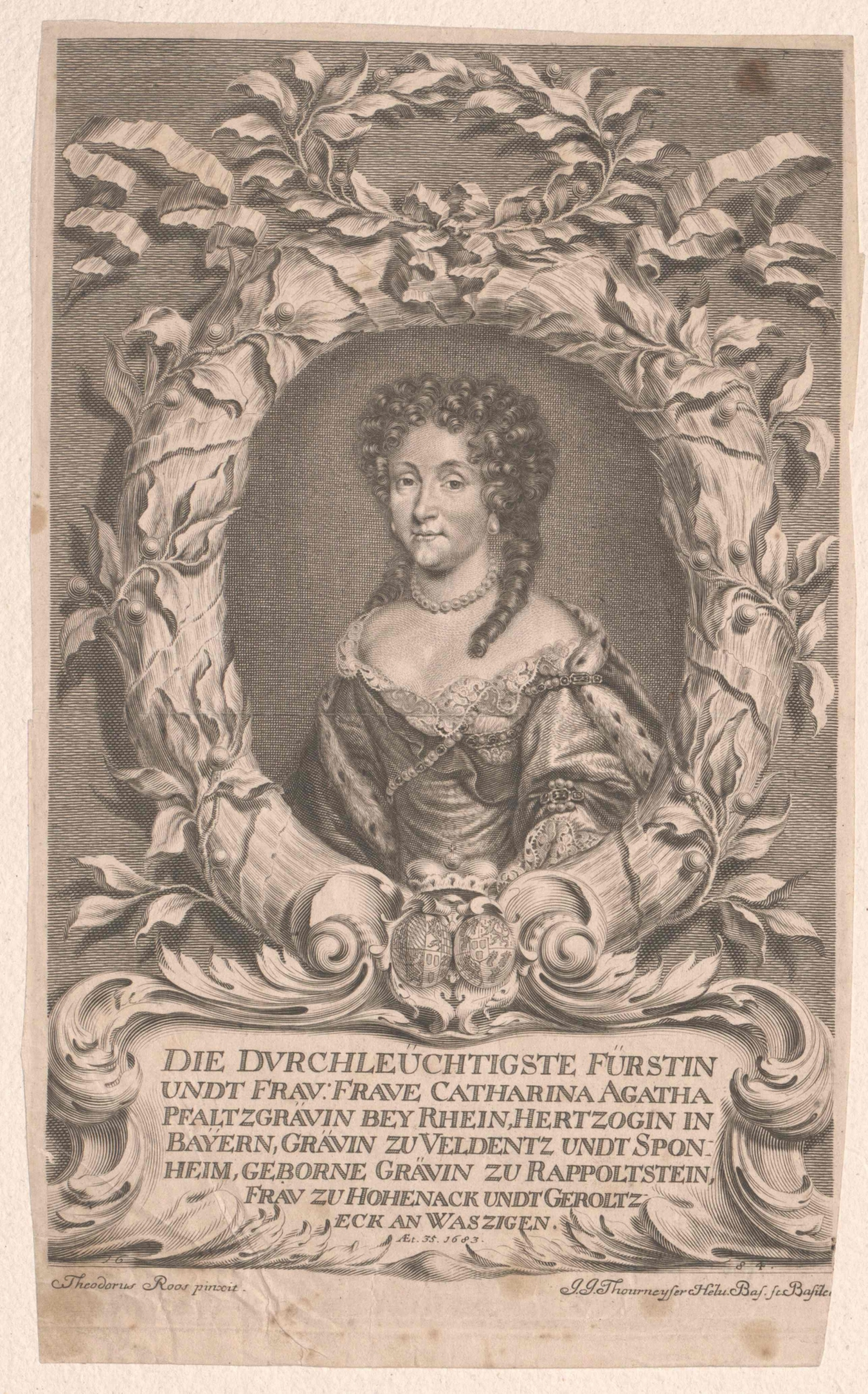
Cataria Ágata, Condessa de Rappoltstein.

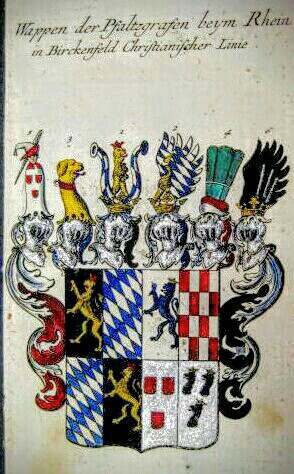
Brasão dos condes Palatinos e duques de Birkenfeld após terem herdado Rappoltstein.

Com a morte de seu pai em 1654, sucedeu-lhe no pequeno ducado do Palatinado-Birkenfeld-Bischweiler. No entanto, em 1671, ele acaba por integrar oseu pequeno território no Palatinado-Zweibrücken-Birkenfeld uma vez que, pela morte sem descendência, do seu primo Carlos II Otão, ele herda este ducado.
Finalmente, e por herança da sua mulher, foi também Conde de Rappolstein de 1673 até ele ter cedido esse título ao seu filho Cristiano III.

## Casamento e descendência
Em 5 de setembro de 1667 Cristiano II casou com Catarina Ágata, Condessa de Rappoltstein (15 de Junho de 1648 – 16 de julho de 1683) de quem teve a seguinte descendência:
1. Madalena Cláudia (Magdalena Claudia) (1668–1704);
2. Luís (Ludwig) (1669–1670);
3. Isabel Sofia Augusta (Elizabeth Sophie Augusta) (1671–1672);
4. Cristina Catarina (Christina Katharina) (1671–1673);
5. Carlosta Guilhermina (Charlotte Wilhelmina) (1672–1673);
6. Cristiano (Christian) (1674–1735), que sucedeu ao seu pai;
7. Luísa (Louise) (1679–1753), que casou com o Príncipe Frederico António Ulrique de Waldeck e Pyrmont

## Títulos
O título formal de Cristiano II era Conde palatino no Reno e Duque de Zweibrücken-Birkenfeld, Conde de Rappoltstein (em alemão:  Pfalzgraf bei Rhein und Herzog von Zweibrücken-Birkenfeld, Graf von Rappoltstein).
O título de Conde Palatinono Reno advinha-lhe da sua qualidade de membro dum ramo colateral da família do Príncipe-Eleitor do Palatinado, cujo estado se localizava no vale daquele rio.

## Brasão
O Brasão de armas era partido.
À esquerda as tradicionais armas dos Wittelsbach, isto é, esquartelado com o leão (de ouro) do Palatinado (1 e 4) e os losangulos bávaros (em 2 e 3). À direita, também esquartejado, os escudos dos vários apanágios controlados pela família: Veldenz (quadrante 1), Birkenfeld (2), Rappoltstein (3) e Hohenack (4).